# Rimsko-ekvanske vojne
Rimsko ekvanske vojne ali rimsko ekvijske vojne so bile niz vojn med zgodnjo širitvijo antičnega Rima v osrednji Italiji, ki so se bojevale proti Ekvijem, italskemu plemenu, ki se je nahajalo vzhodno od Rima.
Tit Livij omenja, da je zadnji rimski kralj, Lucij Tarkvinij Superb, sklenil mir z Ekvijci.
Borili so se v več bitkah proti Rimljanom, vključno z bitko pri gori Algidus (458 pr. n. št.). Njihovo glavno središče naj bi Rimljani zavzeli okoli 484 pr. n. št. in ponovno približno devetdeset let pozneje.
Zapisi o bojih med Rimljani in Ekvijem postanejo veliko redkejši v drugi polovici 5. stoletja pr. n. št. Verjetno so Ekviji postopoma postali bolj ustaljeno ljudstvo in njihovi napadi so se kot posledica tega zmanjšali.
Ekviji niso bili dokončno podjarmljeni do konca druge samnitske vojne, ko so, kot kaže, prejeli omejeno obliko državljanstva.

## Ekvijski vpadi leta 494 pr. n. št.
V obdobju ljudskega nezadovoljstva v Rimu, ki je privedlo do prve secesije plebejcev leta 494 pr. n. št., so Volski, Sabinci in Ekviji hkrati prijeli za orožje. Kot odgovor je bil Manius Valerius Maximus imenovan za diktatorja. Zbranih je bilo deset rimskih legij, več kot kdaj koli prej, od katerih so bile tri dodeljene konzulu Titusu Veturiusu Geminusu Cicurinusu (konzul 494 pr. n. št.), da se spopade z Ekvijci.
Ekviji so vdrli v Lacij in Veturius je odkorakal tja, da bi se srečal s sovražnikom na zahtevo latinskih zaveznikov Rima, namesto da bi Latinom dovolil, da se oborožijo. Ob prihodu rimske vojske so se Ekviji umaknili iz Lacija na varno v gore na vzhodu.
Kmalu zatem so Rimljani napredovali v gore proti ekvijskemu taboru. Rimski konzul bi raje odložil kakršen koli napad, ker je bil tabor ekvijske vojske postavljen na težko dostopnem položaju. Vendar so rimske čete zahtevale, da ne bo zamude, zaradi njihove želje, da se čim prej vrnejo v Rim zaradi političnih dogodkov, ki so se tam dogajali. Zato je rimska vojska napredovala po hribu proti ekvijskemu taboru. Ekviji pa so bili tako osupli nad rimsko drznostjo, da so zapustili svoj tabor in pobegnili. Rimska vojska je zavzela ekvijski tabor in iz njega vzela obilico plena, s čimer si je zagotovila zmago brez prelite krvi.

## Napad na Rim leta 488 pr. n. št.
Leta 488 pr. n. št. so Volski, pod vodstvom Gaiusa Marciusa Coriolanusa in Attiusa Tullusa Aufidiusa, oblegali Rim. Coriolanus, rojen v Rimu, je popustil in prekinil obleganje. Volski so se sčasoma vrnili, da bi napadli Rim, in pridružila se jim je vojska Ekvijev. Vendar so Ekviji zavrnili sprejetje Aufidiusovega vodstva in kot rezultat je izbruhnil spor in obe vojski sta se borili, kar je zmanjšalo moč vsake od njih, tako da nista bili več grožnja Rimu.

## Nadaljevanje sovražnosti od leta 485 pr. n. št.
Volski in Ekviji so bili skupaj ponovno poraženi leta 485 pr. n. št. konzul Kvint Fabij Vibulan (konzul 485 pr. n. št.) si je nakopal jezo plebejcev, ker je vojni plen shranil pri publicumu.
Sovražnosti z Volski in Ekviji so se obnovile leta 484 pr. n. št. Rimljani, ki jih je vodil konzul Lucij Emilij Mamerk, so premagali sovražnika, rimska konjenica pa je v kasnejšem razsulu pobila mnoge.
Ekvi so ponovno prijeli za orožje leta 482 pr. n. št. Leta 481 pr. n. št. so oblegali latinsko mesto Ortona, Rimljani pa so zbrali vojsko in jo postavili pod poveljstvo konzula Kesa Fabija. Rimljani so se z Ekvi spopadli v bitki in jih premagali izključno s konjeniškim napadom. Zaradi splošnega nezadovoljstva v rimski vojski, tako s patriciji kot s samim Fabijem, je rimska pehota zavrnila preganjanje sovražnika. Fabij jih je pozival, naj napadejo bežečega sovražnika, vendar so zavrnili in se vrnili v tabor. Kljub temu sta se Fabij in vojska zmagoslavno vrnila v Rim.
Leta 479 pr. n. št. je bil Kes Fabij ponovno konzul. Ekvi so napadli latinsko ozemlje, Fabiju pa je bila dodeljena vojska, da se spopade z grožnjo. Pomembnejše bitke ni bilo, ker so se Ekvi umaknili v svoja obzidana mesta. Ko je prispela novica, da je drugega konzula Tita Verginija Trikosta Rutila ogrožal Veientes, je Fabij s svojo vojsko odšel rešit svojega kolega.
Leta 475 pr. n. št. so Ekvi skupaj z Volski napadli latinsko ozemlje. Latini, ki so se jim pridružili Herniki, vendar brez pomoči rimskih čet ali rimskega poveljnika, so odbili sovražnika in zajeli znatno količino plena.
Leta 471 pr. n. št. so Ekvi ponovno napadli, prav tako Volski. Konzul Tit Kvinkcij Kapitolij Barbatus je dobil poveljstvo nad rimskimi silami proti Ekvijem. Uspešno je opustošil sovražnikovo ozemlje. V nasprotju s svojim kolegom Klavdijem, ki je užalil plebejce in zato izgubil disciplino svojih čet, Kvinkcij ni trpel vojaške nediscipline. Njegove čete so se resnično vrnile v Rim s pohvalami za Kvinkcija, imenovale so ga svojega 'starša'.
Naslednje leto je rimski konzul Lucij Valerij Potit ponovno vodil rimske čete na ekvijsko ozemlje. Neuspešno je poskušal napasti ekvijski vojaški tabor in namesto tega opustošil ekvijsko ozemlje.
Tri leta kasneje, leta 467 pr. n. št., je bil rimski konzul Kvint Fabij Vibulan poslan na ekvijsko ozemlje z rimsko vojsko. Ekvi so prosili za mir in mir je bil dogovorjen. Vendar so Ekvi kmalu zatem prekinili mir z napadom na latinsko ozemlje. Leta 466 pr. n. št. je konzul Kvint Servilij Prisk Struk vodil rimsko vojsko na ekvijsko ozemlje, da bi nadaljeval vojno. Vendar je bolezen v rimskem taboru preprečila kakršno koli vojaško dejanje.
Leta 465 pr. n. št. je Kvint Fabij Vibulan, drugič rimski konzul, dobil posebno poveljstvo proti Ekvijcem. Poskušal je prepričati Ekve, naj sklenejo mir, vendar so Ekvi to ponudbo zavrnili in odkorakali v Algidum. Rimljane je tako užalilo ekvijsko vedenje, da je bil drugi konzul, Tit Kvinkcij Kapitolij Barbatus, poslan z drugo rimsko vojsko proti Ekvijcem. Bitka je bila in Rimljani so bili uspešni, nato pa so se Ekvi umaknili na svoje ozemlje.2</ref>
Vendar so se Ekvi takoj vrnili v Lacij in začeli ropati po podeželju. Novica o tem novem napadu, v času, ko sta bila oba konzula še vedno odsotna iz mesta, je povzročila paniko v Rimu. Konzul Kvinkcij se je vrnil v mesto in da bi pomiril prebivalstvo, je razglasil justitium in imenoval Kvinta Servilija Priska Struktusa za praefectus urbi med odsotnostjo konzulov. Kvinkcij in njegova vojska sta nato ponovno zapustila Rim, vendar nista mogla najti sovražnika za boj. Vrnil se je v Rim štiri dni kasneje in razglasil justitium za zaključenega. Medtem je drugi konzul Fabij uspešno napadel Ekve iz zasede in jih razgnal, pri čemer je pridobil ves plen, ki je bil vzet z latinskega ozemlja. Nato je zasledoval Ekve na njihovo ozemlje in opustošil njihove dežele, kasneje pa se je vrnil v Rim z veliko plena in slave.
Sovražnosti so se nadaljevale leta 464 pr. n. št. Ekvi so se povezali z Volski volščanskim mestom Ecetra (že pod rimsko oblastjo) proti Rimu. Herniki so izvedeli za to zavezništvo in opozorili Rim, da so se Ecetrani uprli. Rimljani so tudi sumili, da se bo uprlo tudi volščansko mesto Antium (ki je vključevalo rimsko kolonijo). Ta sum je nastal, ker je bil Antium poražen s strani Rima leta 468 pr. n. št. in mnogi glavni nasprotniki Rima iz Antiuma so pobegnili k Ekvom, se borili z Ekvi proti Rimu in se nato vrnili v Antium. Rimska konzula Avl Postumij Alb Regilensis in Spurij Furij Medulin Fuz so poklicala glavne može Antiuma v Rim, da bi pojasnili svoj položaj, vendar so se ti brez zadržkov udeležili in odgovorili dovolj prepričljivo, da so se lahko vrnili v Antium.
Ekvijske sile so napadle herniško ozemlje in rimski konzul Furij je krenil proti njim. V začetni bitki so bili Ekvi zmagoviti, rimske sile pa so bile oblegane v svojem taboru. Herniki so poslali novico o porazu v Rim, senat pa je razglasil izredni odlok, senatus consultum ultimum (prva zabeležena priložnost tega odloka), s katerim je preostalega konzula Postumija pozval, naj sprejme vse ukrepe za zaščito države. Postumij je ostal v Rimu, da bi zbral čete, Tit Kvinkcij, konzul prejšnje leto, pa je dobil poveljstvo nad svežimi rimskimi silami kot prokonzul. Latinskim zaveznikom, Hernikom in Antiumu je bilo ukazano, naj vsak zagotovi izredne čete.
Ekvijske sile so bile poslane, da napadejo rimsko ozemlje in, če je mogoče, napadejo mesto. Preostali konzul Postumij je bil poslan, da se sooči s to novo grožnjo, Lucij Valerij, konzul leta 470 pr. n. št., pa je ostal, da brani Rim. Justitium je bil razglašen za več dni.
Medtem so rimske sile pod vodstvom konzula Furija izbruhnile iz obleganega tabora in napadle Ekve. Rimski napad je bil sprva uspešen, vendar je konzulov brat Publij (ki je bil konzul leta 472 pr. n. št. in je služil kot legat pod poveljstvom svojega brata) popeljal svoje sile predaleč od glavne rimske sile, bil odrezan in ubit. To je privedlo konzula do tega, da ga je zasledoval in sam je bil ranjen in komaj rešen pred sovražnikom. Ekvi so ponovno oblegali Rimljane v njihovem taboru in prikazali glavo konzulovega brata. Toda nato je prispel prokonzul Kvinkcij z latinskimi in herniškimi silami in napadel ekvijsko vojsko. Oblegana rimska vojska je ponovno izbruhnila iz tabora, ekvijska vojska pa je bila popolnoma poražena.
Postumij je bil uspešen tudi proti ekvijskim silam na rimskem ozemlju in v napadu so se mu pridružile vračajoče se rimske vojske Kvinkcija in Furija. Livij, ki se opira na Valerija Antiasa, navaja število mrtvih Rimljanov na herniškem ozemlju kot 5.300 in 2.400 Ekvi je bili ubitih na rimskem ozemlju, poleg tega pa še 4.230 Ekvanov, ki so bežali z plenom.
Rimske sile so se vrnile v Rim. Justitium se je končal. Latinske in hernikanske čete so bile vrnjene z veliko zahvalo. Sila 1.000 mož iz Antija je prispela prepozno, da bi nudila pomoč in so bili odpuščeni. V Rimu so bili ob zaključku te vojne priča številnim znamenjem, in razglašen je bil slovesen tridnevni festival za pomiritev bogov.

## Upor Ekvov leta 388 pr. n. št.
Leta 390 pr. n. št. je galska vojna skupina premagala rimsko vojsko v bitki pri Aliji in nato oplenila Rim. Starodavni pisci poročajo, da so leta 389 pr. n. št. Etruščani, Volski in Ekvi vsi zbrali vojske v upanju, da bodo izkoristili ta udarec rimski moči. Po Liviju in Plutarhu so Ekvi zbrali svojo vojsko pri Bolae. Vendar pa je rimski diktator, Mark Furi Camillus, pravkar zadal hud poraz Volskom. Presenetil je vojsko Ekvov in zajel tako njihov tabor kot tudi mesto. Po Diodoru Sicilskem so Ekvi dejansko oblegali Bolae, ko jih je napadel Camillus. Po Liviju je rimska vojska ponovno opustošila ozemlje Ekvov leta 388, tokrat brez odpora. Oakley (1997) meni, da so ta poročila o rimskih zmagah proti Ekvom leta 389 in 388 zgodovinska, potrjena z izginotjem Ekvov iz virov do leta 304. Zaradi spora v virih pa natančne narave bojev okoli Bolae ni mogoče določiti. Bolae je bilo latinsko mesto, vendar je bilo tudi prizorišče številnih bojev med Rimljani in Ekvi in je večkrat je zamenjalo lastnika. Zato sta možna bodisi (nezabeleženo) zajetje s strani Ekvov, ki mu je sledilo rimsko ponovno zajetje ali neuspešno obleganje s strani Ekvov.